# La misión
La misión (el título original: The Mission) es una película británica de 1986 dirigida por Roland Joffé e interpretada por Robert De Niro, Jeremy Irons, Ray McAnally y Aidan Quinn en los papeles principales, ganadora de varios premios cinematográficos internacionales. En la cinta se incluyen diversas locaciones de Argentina, como la provincia de Misiones.
El largometraje británico de Roland Joffé tiene como telón de fondo el Tratado de Madrid (1750), entre España y Portugal, por el que se dirimió momentáneamente la disputa por la Colonia del Sacramento —en la desembocadura de Río de la Plata— y la lucha entre las monarquías absolutas europeas y el poder detentado por la Iglesia hasta la época centrado en la Compañía de Jesús; ésta ejercía gran influencia en los ámbitos cultural, económico y en alguna medida político, agudizada esta última por la cuestión de su cuarto voto religioso a favor de la figura del sumo pontífice. Por entonces, los reyes católicos europeos consideraban a la figura papal más como un príncipe soberano que como un pastor de almas, con lo que los jesuitas eran vistos como los representantes de un estado dentro de sus dominios.
El personaje del Padre Gabriel estaría inspirado en el Sacerdote Jesuita y compositor de música barroca, Domenico Zipoli, quien vino a evangelizar en las misiones jesuitas de Córdoba, Argentina en el siglo XVIII.

## Argumento
La película comienza junto a las cataratas del Iguazú, donde los misioneros jesuitas intentan atraer a la fe y la civilización a los guaraníes que vivían en la selva. Tras el martirio de algunos misioneros de la Compañía de Jesús al ser arrojados a las cataratas por los indígenas, el padre Gabriel (Jeremy Irons) encabezará la labor pastoral en solitario acompañado de una Biblia y un oboe. Poco a poco su labor va adquiriendo cuerpo hasta que pasado el tiempo —apoyado por otros sacerdotes y hermanos jesuitas— logra crear las reducciones o misiones en la zona. Estas fueron una especie de comunidades autosuficientes donde los indios eran evangelizados —apartándolos de sus temores e instruidos en las destrezas técnicas y culturales europeas en el uso de herramientas para la agricultura, la música, etc. además de protegerlos de los tratantes de esclavos. Esta última práctica estaba prohibida por las Leyes de Indias dictadas por los reyes de España, pero, en aquel lugar tan apartado del mundo y con la sustanciosa compra-venta que hacían los vecinos portugueses de los indios capturados (en territorio luso sí estaba permitido), las autoridades locales españolas no sólo hacían caso omiso de la ilegalidad de estas prácticas, sino que se lucraban con ello.
En el medio de esta labor misional surge el personaje de un cazador furtivo de indios, el capitán Rodrigo Mendoza (Robert De Niro), a quien la traición nacida entre su amante y su hermano arrastrará a una confrontación fratricida (un duelo) con un resultado mortal. A raíz de esto, Mendoza sufre una transformación física y psicológica, ya que siente culpa por la muerte de su hermano y por los indios cazados. Es acogido por la orden jesuita en la ciudad, no obstante lo cual no logra perdonarse a sí mismo. El padre Gabriel le invita a la reconciliación con Dios, con los indios guaraníes y consigo al proponerle ir con él a la selva y ayudar a la labor que llevaban a cabo en una de sus reducciones. El capitán acepta, cargando voluntariamente con sus armas y bagajes, por un territorio accidentado, hasta donde viven libremente los guaraníes. Allí es perdonado por estos —que lo reconocen— y liberado espiritualmente de toda carga pasada. La labor misional va viento en popa, hasta que la situación geoestratégica internacional nubla aquel paraíso en la tierra. El nuncio de Su Santidad, cardenal Altamirano (Ray McAnally), es enviado a aquellas tierras para hacer desaparecer las reducciones jesuitas a través de la vía diplomática y no soliviantar a las potencias de España y Portugal. La supervivencia de la Compañía está en juego en todo el orbe católico. A pesar de todo ello, los misioneros le enseñan la obra realizada —que en la película es elevada al éxtasis con la música de Ennio Morricone— con el objetivo de hacerle desistir de sus propósitos.
El corazón y la inteligencia, la labor pastoral y las exigencias políticas de la época harán dudar al nuncio, que, sin embargo, cederá ante las presiones recibidas creyendo, de este modo, salvar a la Orden y cumplir con su servicio a la Iglesia. Craso error. Años más tarde estalló la Guerra de los Siete Años (1756–1762), un conflicto armado a escala mundial que se desarrolló tanto en Europa como en América y Asia. En 1761 España y Portugal firmaron el Tratado de El Pardo que supuso que las misiones destruidas y arruinadas seguirían en poder español. En 1767, la Compañía de Jesús fue expulsada de todas las posesiones de la Monarquía Hispánica —hecho que ya se había dado con anterioridad en otros reinos cristianos como los de Portugal en 1759 o Francia en 1762— y que, en conjunto, fue un desastre para los virreinatos americanos. Al final del largometraje se dará la lucha que afrontarán ahora los jesuitas de las misiones guaraníes y que será de dos tipos; tanto pacífica y espiritual (padre Gabriel), como violenta y mundana (hermano Mendoza), ante la política de hechos consumados que resultará de la incorporación de aquel territorio a la Corona de Portugal en 1801, por medio de las armas.

## Reparto
| Actor              | Personaje               |
| ------------------ | ----------------------- |
| Robert De Niro     | Capitán Rodrigo Mendoza |
| Jeremy Irons       | Padre Gabriel           |
| Ray McAnally       | Cardenal Altamirano     |
| Aidan Quinn        | Felipe Mendoza          |
| Cherie Lunghi      | Carlotta                |
| Ronald Pickup      | Hontar                  |
| Chuck Low          | Don Cabeza              |
| Fred Melamed       | Don Cabeza (voz)        |
| Liam Neeson        | Padre John Fielding     |
| Bercelio Moya      | Muchacho indio          |
| Sigifredo Ismare   | Doctor brujo            |
| Asunción Ontiveros | Jefe indio              |
| Alejandrino Moya   | Teniente del jefe       |
| Daniel Berrigan    | Sebastian               |
| Rolf Gray          | Padre Ralph             |
| Álvaro Guerrero    | Jesuita                 |

## Enfoque histórico del film
Sobre el enfoque histórico del film expone el historiador Fernando Sánchez Marcos:

"Con la perspectiva del tiempo transcurrido, el balance de experimento de las reducciones (con sus aciertos, con las limitaciones de esa teocracia socialista con una fuerte dosis de paternalismo) está muy ligado a opciones muy de fondo sobre el ideal político-ético. No es extraño que las reducciones hayan despertado la simpatía de los comunistas y socialistas y la de los cristianos, especialmente por su dinamismo misionero. Tampoco que hayan encontrado serias reticencias entre los liberales, especialmente los laicistas. The Mission está enfocada desde una perspectiva indudable de simpatía por los logros de las reducciones y hay que relacionarla, sin duda, con el debate teológico-cultural en torno a la liberación cristiana. De hecho hay, al final del film, una referencia explícita y un homenaje final, a la continuidad hoy de ese servicio, “por fe y amor”, de muchos sacerdotes a los indígenas de Sudamérica y a su compromiso en la defensa de la cultura y las tierras de los indios. Pero La Misión no es una apología o, al menos, pienso que no hay que interpretarla necesariamente, como una apología del compromiso político revolucionario a partir del cristianismo: su final es suficientemente abierto y ambiguo."

## Elementos artísticos
La película hace uso de la música de Morricone, desde el momento en que la interpretación de un oboe en mitad de la selva se transforma en el elemento que lleve a los indígenas a aceptar la prédica del jesuita. Los indígenas luego se transformarán en diestros artesanos de instrumentos musicales y como forma de probar su avance en su grado de civilización, mostrarán sus cantos corales a la comisión internacional. Tras el dramático final el epílogo muestra una escena donde un grupo de niños indígenas cargan un instrumento musical en su canoa, como muestra de que algo del aporte de los jesuitas quedó en su comunidad.
Otro elemento a destacar es el desdoblamiento de la personalidad jesuita representado entre el pacífico personaje de Irons y el militar personaje de De Niro. Tras fuertes discusiones, ambos toman caminos distintos para salvar la misión y ambos caminos llenos de heroísmo (militar y civil) terminan trágicamente frente a fuerzas que los superan.

## Premios ganados
- Ganadora del premio Óscar 1986, a la Mejor fotografía (Cris Menges).
- Ganadora del premio Palma de Oro 1986 del Festival de Cannes (Roland Joffé).
- Ganadora de 3 premios BAFTA 1987, al Mejor actor secundario (Ray McAnally), al Mejor montaje (Jim Clark) y a la Mejor música (Ennio Morricone).
- Ganadora del premio David di Donatello 1987, al Mejor productor extranjero (Fernando Ghia y David Puttnam).
- Ganadora del premio Globo de Oro 1987, a la Mejor música (Ennio Morricone) y al Mejor guion (Robert Bolt).